# Kustknölspindel
Kustknölspindel (Oreoneta frigida) är en spindelart som först beskrevs av Tord Tamerlan Teodor Thorell 1872.  Kustknölspindel ingår i släktet Oreoneta och familjen täckvävarspindlar. Det är osäkert om arten förekommer i Sverige. Inga underarter finns listade i Catalogue of Life.